# Jorge Tobias de Freitas
Dom Jorge Tobias de Freitas (Palmeira dos Índios, 14 de junho de 1935) é um prelado católico brasileiro, e bispo emérito da Diocese de Nazaré.
Foi, também, o segundo bispo da Diocese de Caxias do Maranhão, entre 1981 a 1985.